# Schöneberger Vorstadt

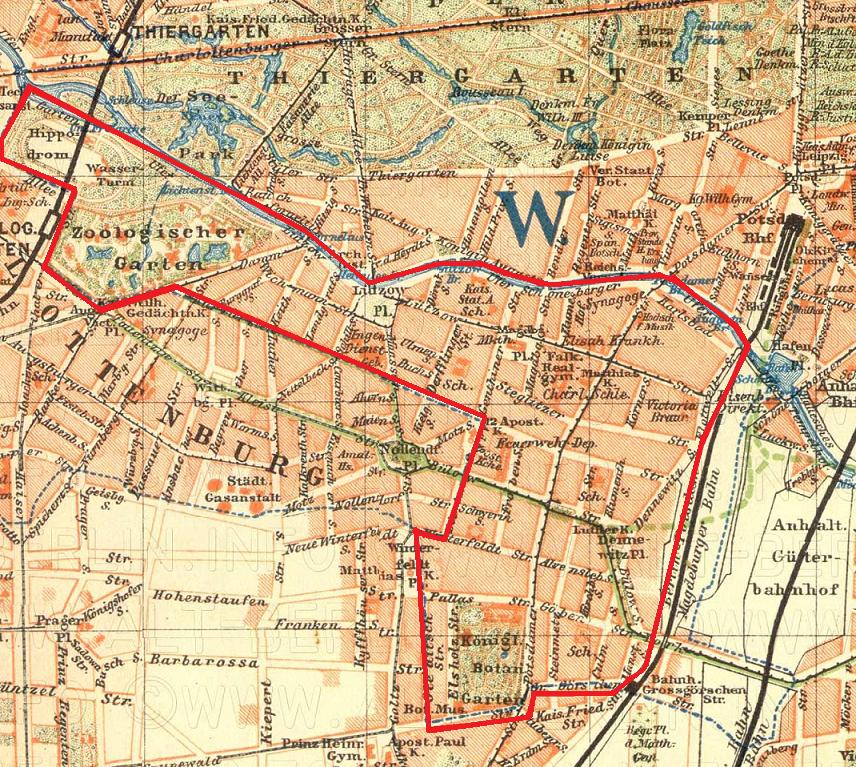
Schöneberger Vorstadt (1861–1920)

Die Schöneberger Vorstadt (auch Schöneberger Revier genannt) war ein Stadtteil der Stadt Berlin (in ihren Grenzen vor Entstehung Groß-Berlins). Ihr Gebiet gehörte ursprünglich teilweise zur Feldmark von Schöneberg, teilweise zu Charlottenburg und wurde im Zuge der Stadterweiterung von 1861 nach Berlin eingemeindet.
Die Schöneberger Vorstadt wurde begrenzt vom Landwehrkanal im Norden, von der Berlin-Potsdamer Eisenbahn im Osten, von Schöneberg im Süden und von Charlottenburg im Westen. Die Einwohnerzahl stieg von 16.994 im Jahr 1867 bis auf 76.429 im Jahr 1910.
Bei der Bildung von Groß-Berlin 1920 wurde die Schöneberger Vorstadt zunächst vollständig dem Bezirk Tiergarten zugeschlagen. Seit Änderung der Bezirksgrenzen im Jahr 1938 gehört das Gebiet südlich der Kurfürstenstraße wieder – wie schon bis 1861 – zu Schöneberg.
Insbesondere der nördliche Teil der Schöneberger Vorstadt wurde im Zweiten Weltkrieg stark zerstört. Ihr Name ist heute weitgehend aus dem Sprachgebrauch verschwunden.

## Orte und Gebäude der Schöneberger Vorstadt
- Berliner Sportpalast
- Bülowstraße
- Elisabeth-Krankenhaus
- Heinrich-von-Kleist-Park, vormaliger Botanischer Garten
- Hippodrom
- Kammergericht
- Lützowplatz
- Lutherkirche
- Magdeburger Platz
- Potsdamer Straße
- Zoologischer Garten